# Komunikacja rowerowa

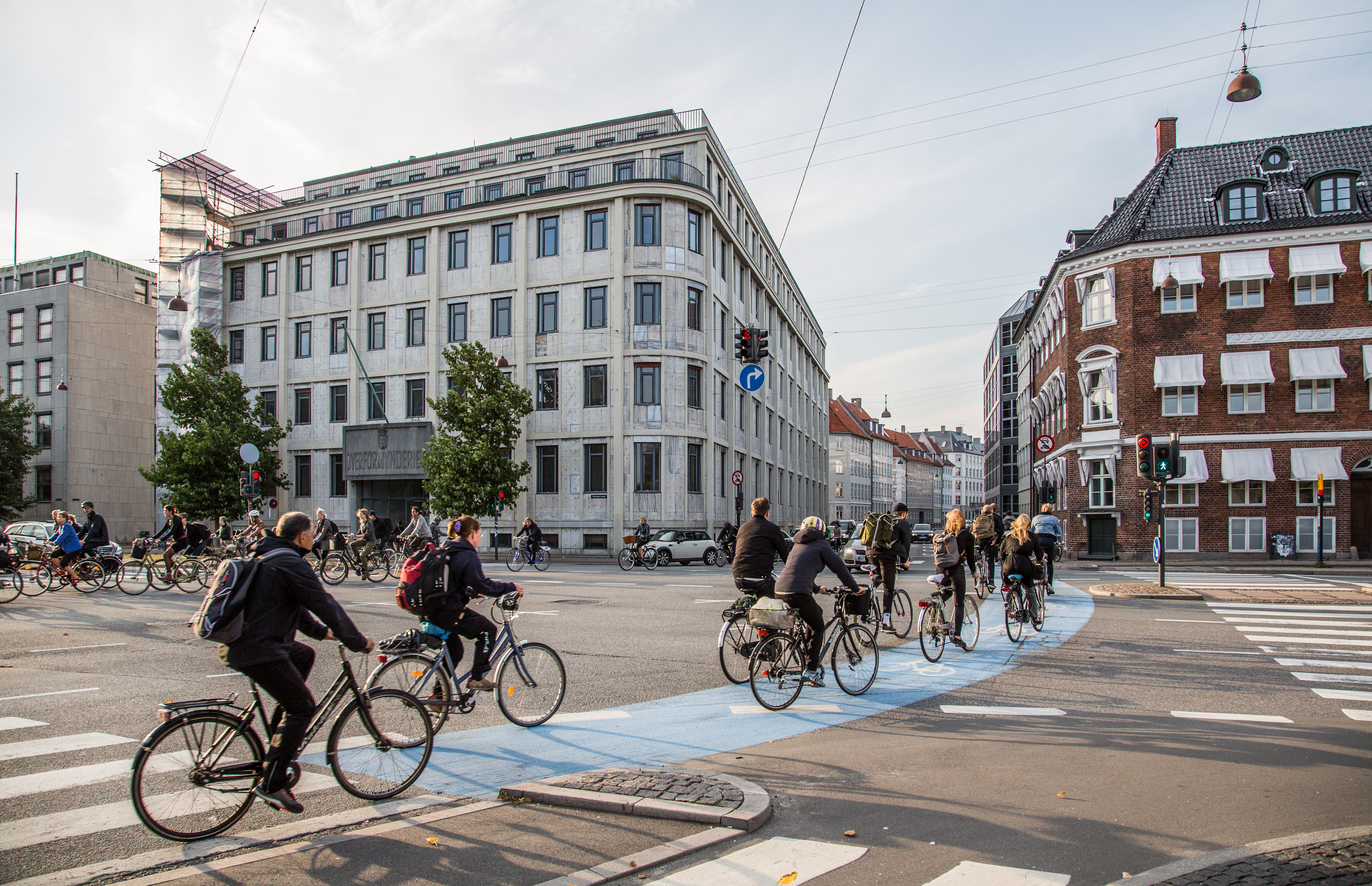
Komunikacja rowerowa w Kopenhadze

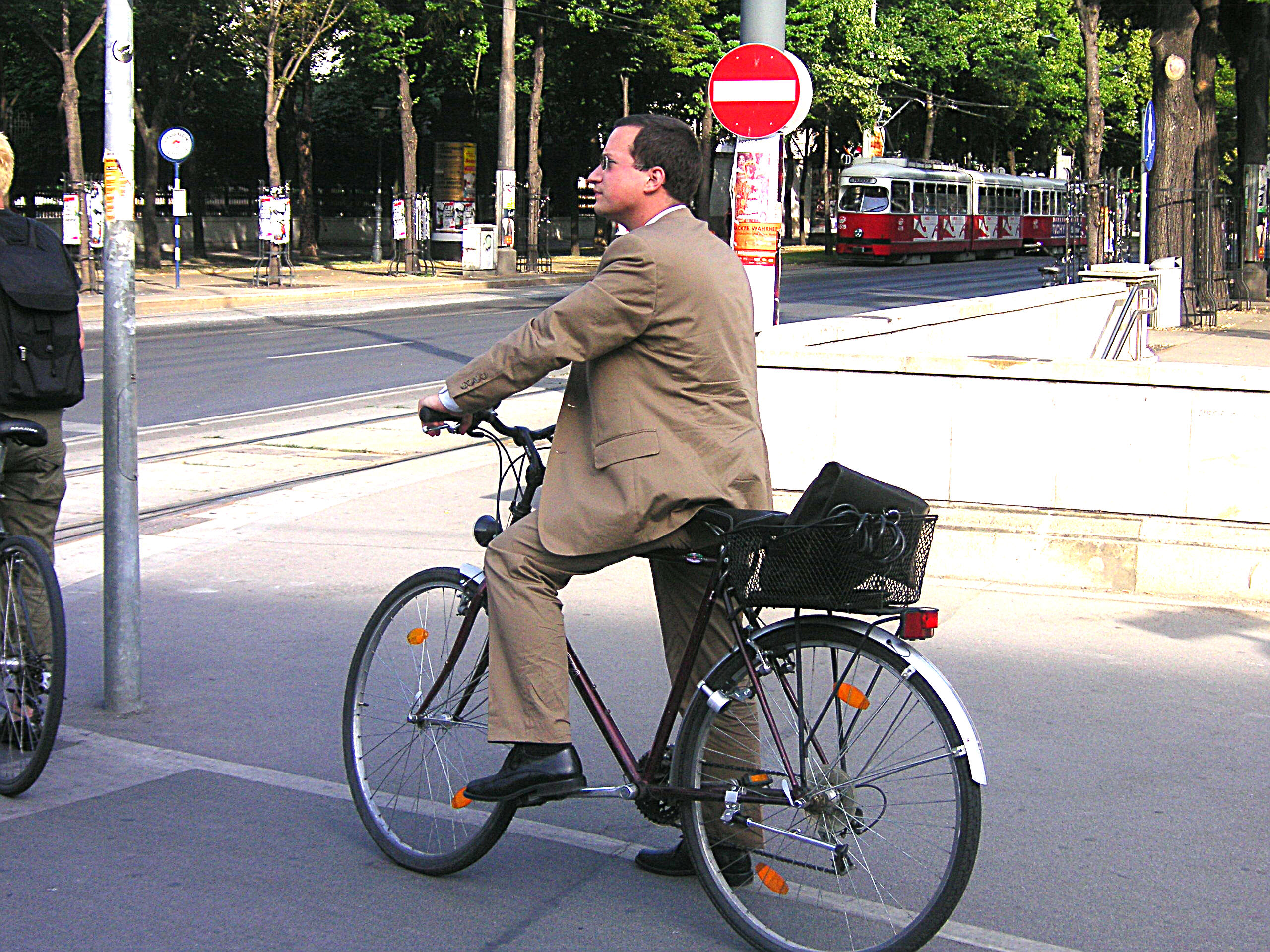
Ringstraße, Wiedeń, Austria, 2005

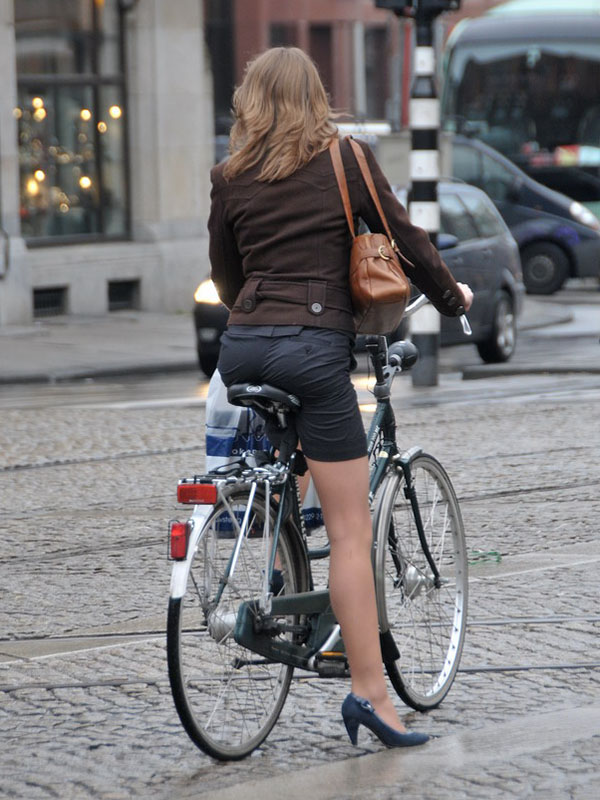
dojazd do pracy w Amsterdamie

Komunikacja rowerowa / Dojazdy na rowerze – jazda rowerem z zamiarem przemieszczenia się do wybranego celu, przeważnie z miejsca zamieszkania do miejsca pracy lub nauki i jest to podstawowa różnica od korzystania z roweru w celach sportowych, rekreacyjnych lub turystycznych.
Rower jako środek transportu jest preferowany na odległości do koło 12 km. Komunikacja rowerowa jest szczególnie popularna na obszarach o stosunkowo płaskim terenie i dobrze rozwiniętej infrastrukturze rowerowej (Dania, Holandia). Rozwój roweru elektrycznego może ułatwić dojazdy do pracy rowerem w terenach pagórkowatych i pozwoli na dłuższe podróże.
W Holandii i Danii jazda na rowerze do pracy jest bardzo powszechna; Komisja Europejska wiąże to z płaską topografią terenu. W Stanach Zjednoczonych dojazd do pracy samochodem lub transportem publicznym jest normą, a dojazd rowerem występuje sporadycznie. Dojazdy w trybie mieszanym (intermodalne / mulimodalne) łączą korzystanie z roweru z transportem publicznym przy dojazdach do pracy.

## Statystyki
Według badań Ipsos z 2022 roku w 48 krajach. w wynikach dla Polski 82% ankietowanych deklaruje umiejętność jazdy rowerem (1. miejsce), 69% ankietowanych deklaruje posiadanie roweru (2. miejsce po Holandii) a 10% deklaruje korzystanie z publicznego roweru miejskiego, 17% badanych wybiera rower w celach komunikacyjnych.
Najwięcej osób deklaruje rower jako podstawy środek komunikacji w Holandii (30%), a na kolejnych miejscach znajdują się Indie, Chiny i Szwecja.
Światowym liderem w tej kwestii jest Kopenhaga, gdzie 62% mieszkańców dojeżdża do pracy lub szkoły na rowerze. W 2007 było to 37%. Władze Kopenhagi deklarują, że tak dobre wyniki zawdzięczają tworzeniu velostrad (superhighways), dzięki którym rowerzyści nie muszą się zatrzymywać w drodze do pracy. Kopenhaga ma jeden z najwyższych współczynników przyjazności dla rowerzystów.